# Улица Герцена (Калуга)
Улица Герцена — улица в исторической части Калуги, проходит от улицы Кирова до улицы Труда. Протяжённость улицы около 750 метров.

## История
Историческое название — Васильевская. В 1801 году в район улицы, на настоящее место, где тогда располагалась Солдатская слобода, по новому плану застройки города была перенесена обветшавшая Церковь Василия Блаженного. В XVIII веке на этом месте было кладбище и стояла каменная часовня во имя Казанской иконы Божией Матери, принадлежавшая Мироносицкой церкви. Трапезная была расширена в 1830 году, второй придел построен в 1855, колокольня — в 1830 году при губернском архитекторе Н. Ф. Соколове. На улице с начала 1860-х годов в помещениях бывшей миткальной фабрики разместился штаб Колыванского пехотного полка, командовал полком тавад Теймураз Давидович Багратиони. Позднее тут был расквартирован 10-й Новоингерманландский полк. За казармами закрепилось название Ерохинские. Ныне в Ерохинских казармах размещается окружной военный госпиталь, современный адрес д. 18.
Современное название в память русского писателя, публициста, революционера-демократа А. И. Герцена (1812—1870), дано с установлением советской власти.

## Достопримечательности
д. 15 — Церковь Василия Блаженного
д. 16 — Доходный дом Пестрикова
д. 18 — Ансамбль миткальной фабрики Одоевцева
д. 34 — Инвалидный дом Губернского земства с церковью иконы Божьей Матери «Всех скорбящих радость»